# Gonomyia toala
Gonomyia toala är en tvåvingeart som beskrevs av Alexander 1935. Gonomyia toala ingår i släktet Gonomyia och familjen småharkrankar. Inga underarter finns listade i Catalogue of Life.